# Lačnov (Štěchov)
Lačnov je malá vesnice, část obce Štěchov v okrese Blansko. Nachází se asi 0,5 km na jih od Štěchova. Je zde evidováno 45 adres. Trvale zde žije 65 obyvatel.
Lačnov leží v katastrálním území Lačnov u Lysic o rozloze 0,61 km².

## Galerie

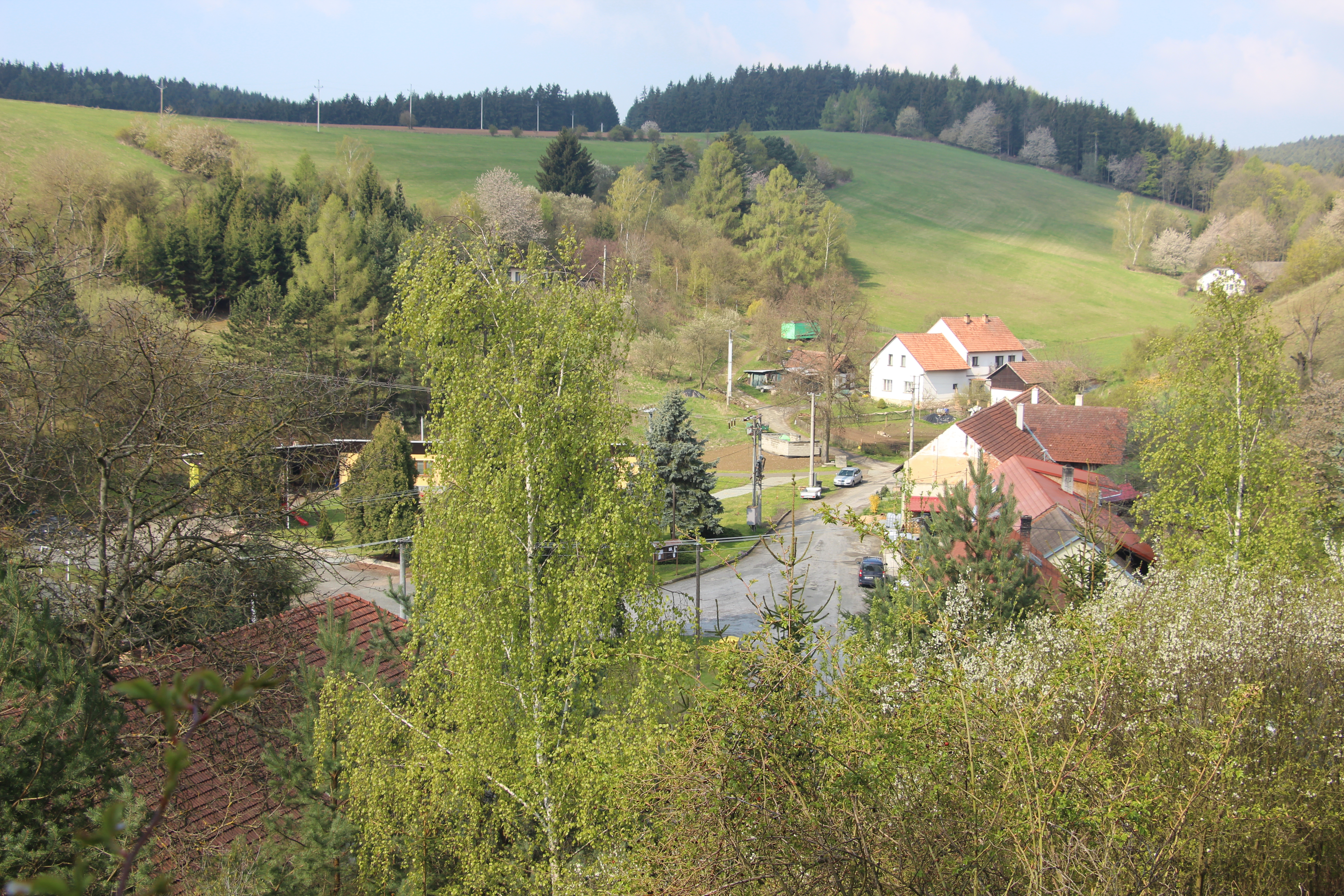
Pohled na Lačnov
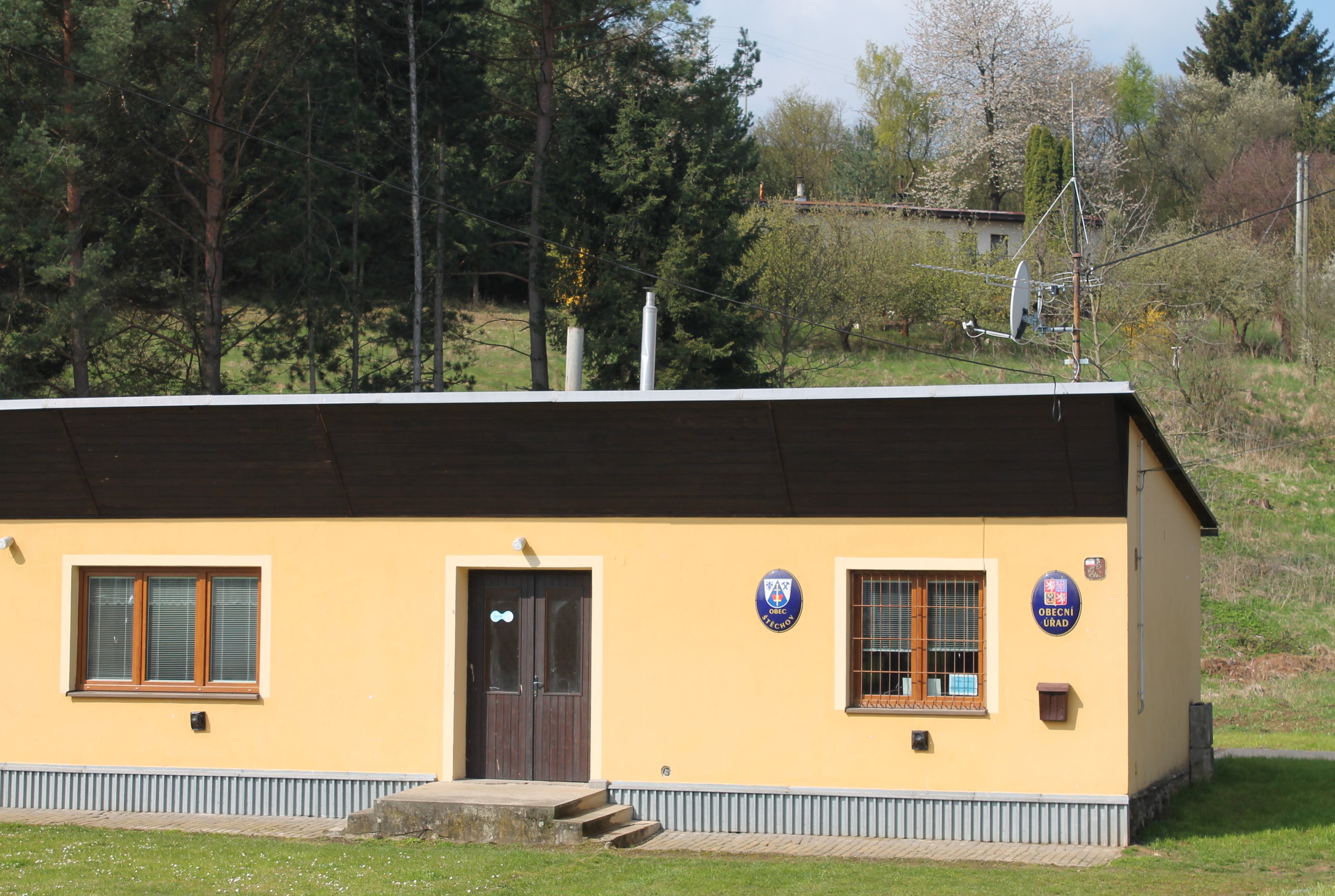
Obecní úřad
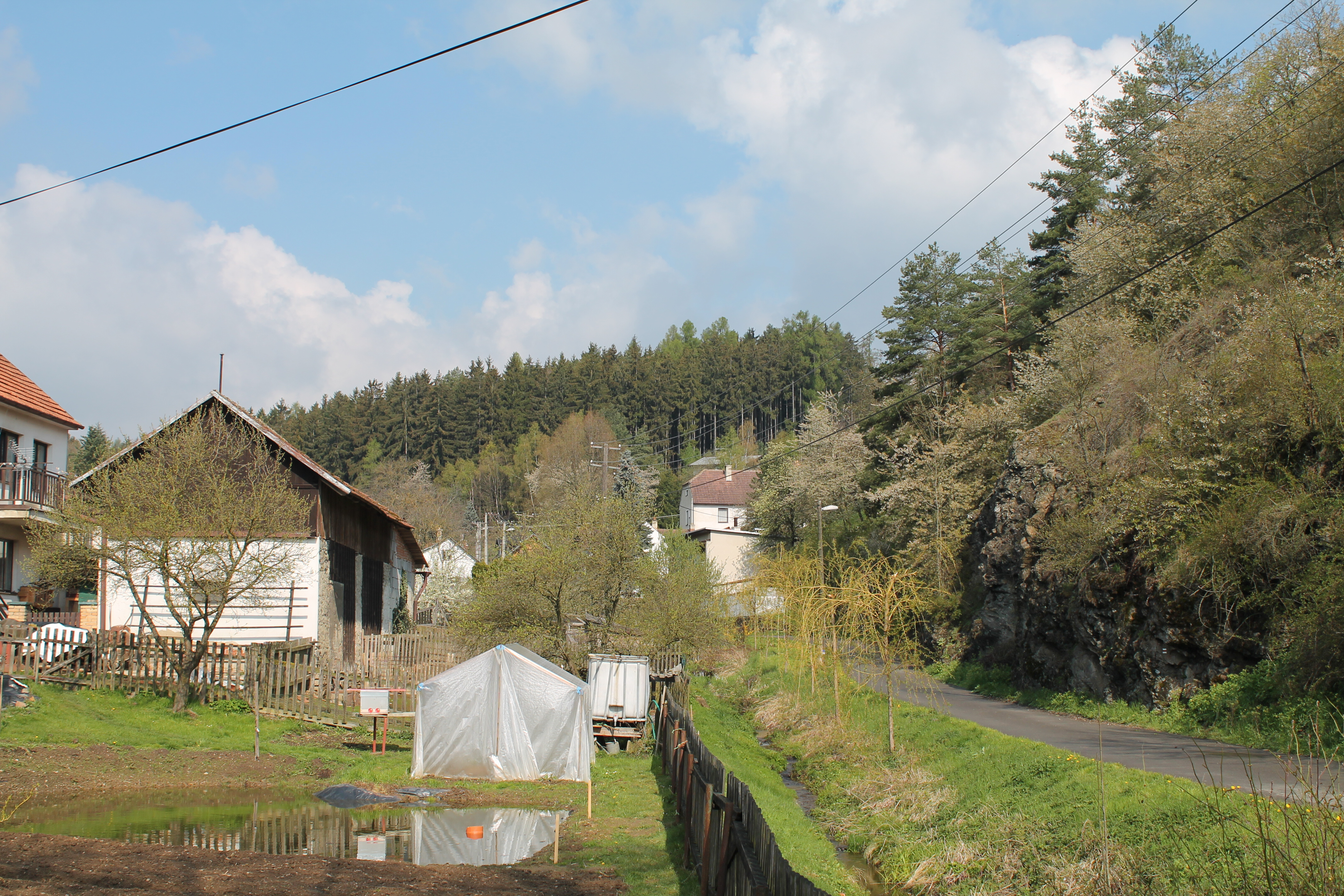
Severozápadní část vsi
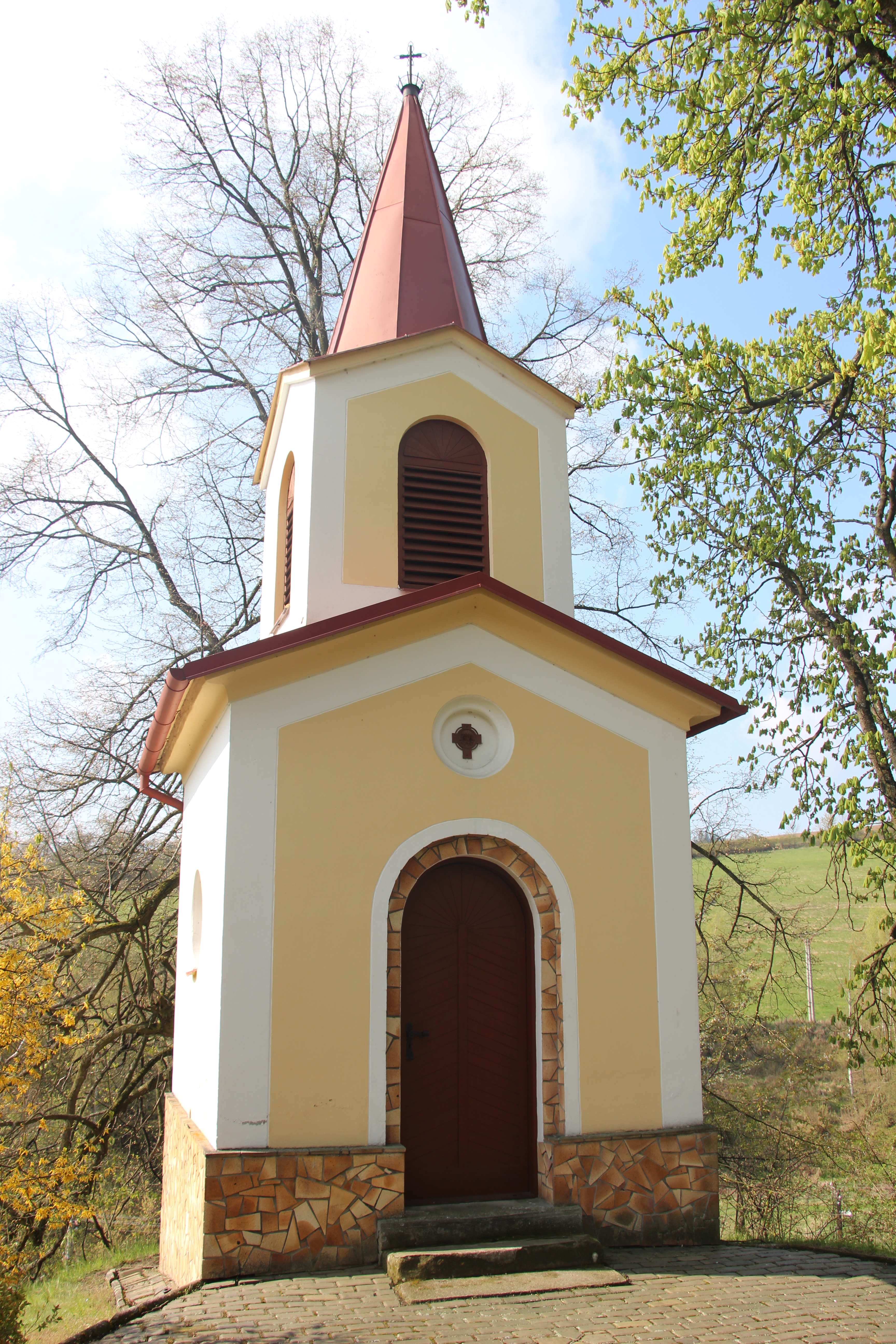
Kaple
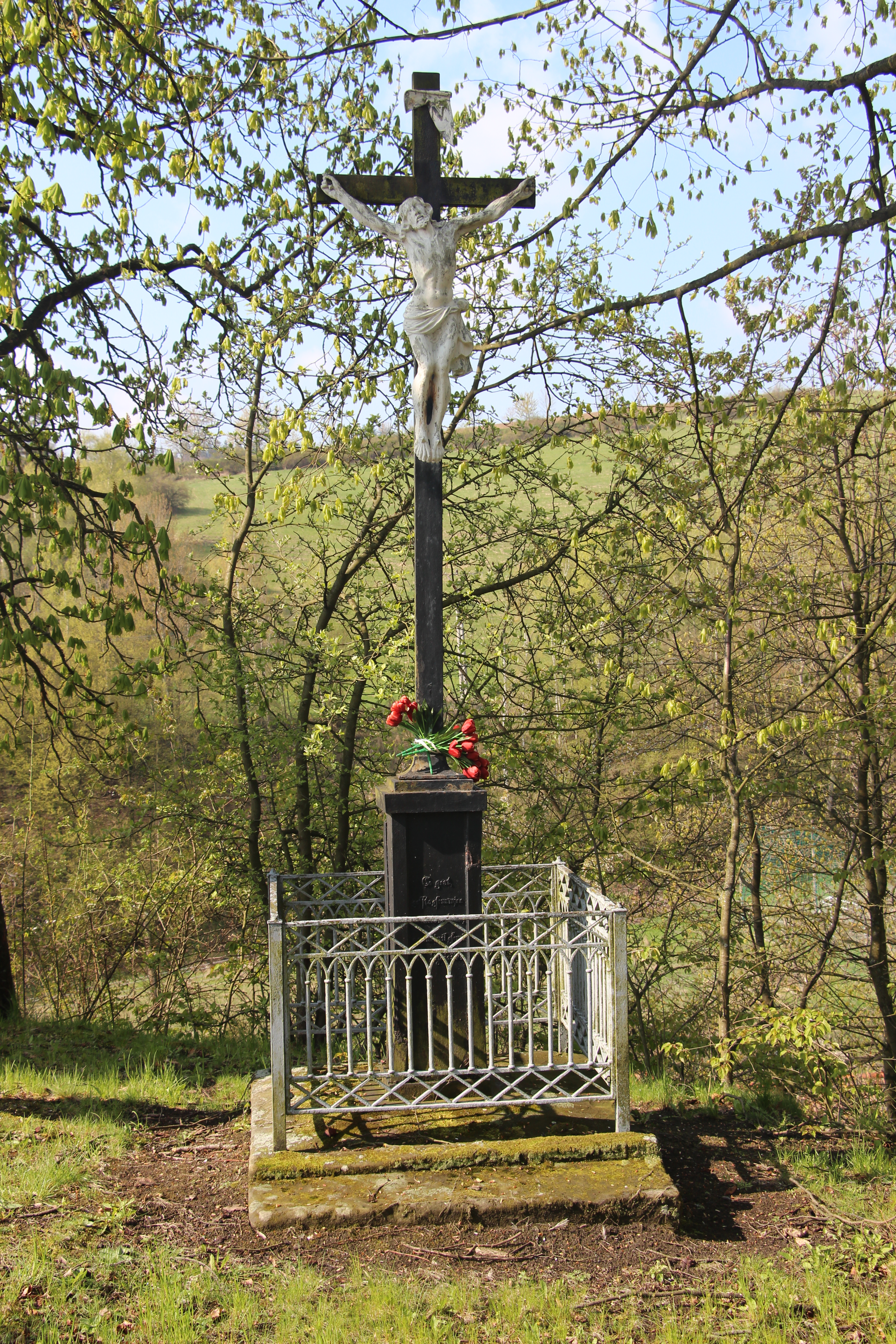
Kříž u kaple